# Neerpelt
Neerpelt is een voormalige gemeente in het noorden van de Belgische provincie Limburg die als deelgemeente op 1 januari 2019 opging in de nieuwe fusiegemeente Pelt. Inwoners van Neerpelt worden 'Neerpeltenaren' genoemd.

## Geschiedenis
In Neerpelt zijn sporen van prehistorische beschaving teruggevonden. Samen met het hoger gelegen Overpelt werd Neerpelt vanaf de vroege middeleeuwen dichter bevolkt. Het kreeg toen de naam Paleth(e) (poel, moerassig gebied). Pas in 1218 kwam het voorvoegsel "neer-" voor. Sommige bronnen geven aan dat de Ierse missionaris Willibrordus (658-739) in de buurtschap Herent een kapel zou gebouwd hebben. Hiervan is echter niets bewaard gebleven en er is evenmin een bevestiging door archeologische vondsten.
In de late middeleeuwen en daarna vormde Neerpelt, samen met Overpelt, Kaulille en Kleine-Brogel het Ambacht Pelt, een bestuurlijk gebied in het graafschap Loon (tot 1366), daarna in het onafhankelijke Prinsbisdom Luik (tot aan de Franse Revolutie). Vanaf 1815 was Neerpelt een gemeente in de provincie Limburg van het Verenigd Koninkrijk der Nederlanden, na de opsplitsing van Limburg (1839) in Belgisch-Limburg. De kantonhoofdplaats kwam in 1910 over van het naburige Achel.
De moderne tijd brak aan met de aanleg van de spoorlijn Antwerpen-Mönchengladbach (1879), die het landelijke Neerpelt en heel de Noorderkempen ontsloot. Neerpelt kreeg een eigen station. De Duitsers noemden de lijn de 'Baumwolle-Bahn' omdat er Amerikaans katoen werd aangevoerd voor de textielindustrie in Mönchengladbach en Krefeld. Met de bouw van de sterk vervuilende zinkfabriek in Overpelt begon in 1888 ook de industrialisatie van de streek. Een groot deel van de grond is hierdoor met cadmium verontreinigd.
Tegen het einde van de Tweede Wereldoorlog, in september 1944, hield het Britse grondleger van veldmaarschalk Montgomery één week pauze aan het Kempens Kanaal; het kerkdorp Grote Heide werd daardoor later bevrijd van de Duitse bezetter (die in die periode de kerktoren van Neerpelt-centrum stukschoot) dan de rest van de gemeente. Op 17 september 1944 startte vanuit Neerpelt en het naburige Lommel de Operatie Market Garden, die geheel Nederland had moeten bevrijden, maar bij Arnhem vast zou lopen.
In 1976 fuseerde de gemeente, de hoofdplaats werd Neerpelt. De fusiegemeente bestond uit 2 deelgemeentes, met name Neerpelt en Sint-Huibrechts-Lille, dat tot 1976 een zelfstandige gemeente was. In Neerpelt zelf liggen nog drie woonkernen die elk een zelfstandige parochie zijn, meer bepaald: Grote Heide, Herent en Boseind.
In 2017 werd bekendgemaakt dat Neerpelt en Overpelt in 2019 fuseren tot een nieuwe gemeente met de naam Pelt. Op zondag 14 oktober 2018 werd de toekomstige gemeenteraad van de nieuwe gemeente Pelt gekozen worden die begin januari 2019 in functie trad.

## Geografie
Neerpelt is de hoofdplaats van het kieskanton en gerechtelijk kanton Neerpelt. De gemeente beschikt dan ook over een vredegerecht en regionale belastingkantoren. Voor wat betreft het landschap behoort het zandige Neerpelt tot de Kempen.
Neerpelt wordt door het Kanaal Bocholt-Herentals (Kempisch kanaal) in tweeën gedeeld. Door Neerpelt stroomt de Dommel. Het riviertje vormt gedeeltelijk de natuurlijke grens met het naburige Overpelt en stroomt dan via het natuurgebied Het Hageven de grens met Nederland over. De bossen in Neerpelt behoren tot het bosgebied Bosland.

### Deelgemeenten
| # | Naam                  | Opp. (km²) | Inwoners (2020) | Inwoners per km² | NIS-code |
| - | --------------------- | ---------- | --------------- | ---------------- | -------- |
| 1 | Neerpelt              | 29,39      | 13.978          | 475              | 72025A   |
| 2 | Sint-Huibrechts-Lille | 13,49      | 3.410           | 253              | 72025B   |

### Overige kernen
- Grote Heide
- Boseind
- Herent

## Demografie
De gemeente Neerpelt telt ruim 16.000 inwoners, waarvan er 2440 in 2006 de Nederlandse nationaliteit hadden.

### Demografische ontwikkeling
Alle historische gegevens hebben betrekking op de huidige gemeente, inclusief deelgemeenten, zoals ontstaan na de fusie van 1 januari 1977.
- Bronnen:NIS, Opm:1831 tot en met 1981=volkstellingen; 1990 en later= inwonertal op 1 januari

## Politiek

### Structuur
De zelfstandige gemeente Neerpelt lag in het kieskanton Neerpelt (dat identiek is aan het provinciedistrict Neerpelt) en het kiesarrondissement Hasselt-Tongeren-Maaseik (identiek aan de kieskring Limburg).
| Neerpelt         | Neerpelt         | Supranationaal         | Nationaal                         | Nationaal          | Gemeenschap       | Gewest            | Provincie         | Arrondissement           | Provinciedistrict | Kanton          | Gemeente        |
| ---------------- | ---------------- | ---------------------- | --------------------------------- | ------------------ | ----------------- | ----------------- | ----------------- | ------------------------ | ----------------- | --------------- | --------------- |
| Administratief   | Niveau           | Europese Unie          | België                            | België             | Vlaanderen        | Vlaanderen        | Limburg           | Maaseik                  | Maaseik           | Maaseik         | Neerpelt        |
| Administratief   | Bestuur          | Europese Commissie     | Belgische regering                | Belgische regering | Vlaamse regering  | Vlaamse regering  | Deputatie         | Deputatie                | Deputatie         | Deputatie       | Gemeentebestuur |
| Administratief   | Raad             | Europees Parlement     | Kamer van volksvertegenwoordigers | Vlaams Parlement   | Vlaams Parlement  | Vlaams Parlement  | Provincieraad     | Provincieraad            | Provincieraad     | Provincieraad   | Gemeenteraad    |
| Kiesomschrijving | Kiesomschrijving | Nederlands Kiescollege | Kieskring Limburg                 | Kieskring Limburg  | Kieskring Limburg | Kieskring Limburg | Kieskring Limburg | Hasselt-Tongeren-Maaseik | Neerpelt          | Neerpelt        | Neerpelt        |
| Verkiezing       | Verkiezing       | Europese               | Federale                          | Federale           | Vlaamse           | Vlaamse           | Provincieraads-   | Provincieraads-          | Provincieraads-   | Provincieraads- | Gemeenteraads-  |

### Geschiedenis

#### (Voormalige) burgemeesters
| Tijdspanne | Tijdspanne | Burgemeester                             |
| ---------- | ---------- | ---------------------------------------- |
|            | 1797       | Govert Peeten                            |
|            | 1798-1799  | Jan Janssen                              |
|            | 1800-1801  | Joannes Buyvoets                         |
|            | 1801-1803  | Petrus Spooren                           |
|            | 1804-1813  | Johannes Mathias Mathijsen               |
|            | 1813-1828  | Johannes Walterus Clercx                 |
|            | 1828-1848  | Willem Noots                             |
|            | 1848-1872  | Johannes Moonen                          |
|            | 1873-1876  | Godefridus Boons                         |
|            | 1876-1879  | Frederik Juten (waarnemend burgemeester) |
|            | 1879-1899  | Jacobus Moonen                           |

| Tijdspanne | Tijdspanne | Burgemeester                          |
| ---------- | ---------- | ------------------------------------- |
|            | 1899-1910  | Gerard Boons                          |
|            | 1910-1914  | Johan Moonen                          |
|            | 1914-1918  | Hendrik Walbers (oorlogsburgemeester) |
|            | 1918-1921  | Johan Moonen                          |
|            | 1921-1941  | André Clercx (UCB)                    |
|            | 1941-1944  | Henri Vermeulen (oorlogsburgemeester) |
|            | 1944-1958  | André Clercx (CVP)                    |
|            | 1958-1969  | Jan Geelen (CVP)                      |
|            | 1969-1993  | Lambert Kelchtermans (CVP)            |
|            | 1993-2000  | Frank Smeets (CVP)                    |
|            | 2001-2018  | Raf Drieskens (CD&V)                  |

#### Resultaten gemeenteraadsverkiezingen van 1976 tot en met 2012[4]
| Partij of kartel     | Partij of kartel                           | 10-10-1976 | 10-10-1976 | 10-10-1982 | 10-10-1982 | 9-10-1988 | 9-10-1988 | 9-10-1994 | 9-10-1994 | 8-10-2000 | 8-10-2000 | 8-10-2006 | 8-10-2006 | 14-10-2012 | 14-10-2012 |
| Stemmen / Zetels     | Stemmen / Zetels                           | %          | 21         | %          | 23         | %         | 23        | %         | 23        | %         | 25        | %         | 25        | %          | 25         |
| -------------------- | ------------------------------------------ | ---------- | ---------- | ---------- | ---------- | --------- | --------- | --------- | --------- | --------- | --------- | --------- | --------- | ---------- | ---------- |
|                      | CVP1 / CD&V+N-VAA / CD&V2                  | 68,21      | 17         | 59,921     | 16         | 56,731    | 15        | 56,51     | 15        | 57,091    | 17        | 48,29A    | 14        | 41,744     | 13         |
|                      | VU1 / NIEUW2 / VU&ID3 / CD&V+N-VAA / N-VA4 | 10,591     | 1          | 18,11      | 4          | 12,751    | 2         | 82        | 1         | 5,863     | 0         | 48,29A    | 14        | 23,934     | 7          |
|                      | SP1 / sp.a2                                | 16,311     | 3          | 16,561     | 3          | 15,461    | 3         | 14,241    | 3         | 14,271    | 3         | 15,692    | 4         | 14,722     | 3          |
|                      | PVV1 / VLD2 / VLD+Open3 / Open Vld4        | 4,91       | 0          | 5,411      | 0          | 15,071    | 3         | 17,372    | 4         | 18,762    | 5         | 18,843    | 5         | 8,924      | 2          |
|                      | Agalev1 / Groen!2 / Groen3                 | -          |            | -          |            | -         |           | -         |           | 4,021     | 0         | 5,302     | 0         | 5,783      | 0          |
|                      | Vlaams Belang                              | -          |            | -          |            | -         |           | -         |           | -         |           | 11,87     | 2         | 4,92       | 0          |
|                      | N2000                                      | -          |            | -          |            | -         |           | 3,89      | 0         | -         |           | -         |           | -          |            |
| Totaal stemmen       | Totaal stemmen                             | 7325       | 7325       | 8422       | 8422       | 9159      | 9159      | 9566      | 9566      | 10210     | 10210     | 10616     | 10616     | 10731      | 10731      |
| Opkomst %            | Opkomst %                                  |            |            |            |            | 96,99     | 96,99     | 96,34     | 96,34     | 95,64     | 95,64     | 96,49     | 96,49     | 94,03      | 94,03      |
| Blanco en ongeldig % | Blanco en ongeldig %                       | 3,07       | 3,07       | 4,51       | 4,51       | 5,28      | 5,28      | 5,32      | 5,32      | 5,13      | 5,13      | 4,79      | 4,79      | 3,52       | 3,52       |

De zetels van de gevormde meerderheid staan vetjes afgedrukt. De grootste partij is in kleur.
De rode cijfers naast de gegevens duiden aan onder welke naam de partijen telkens bij een verkiezing opkwamen.
Zie voor de gemeenteraadsverkiezingen van 2018 en later op de fusiegemeente Pelt.

## Bezienswaardigheden

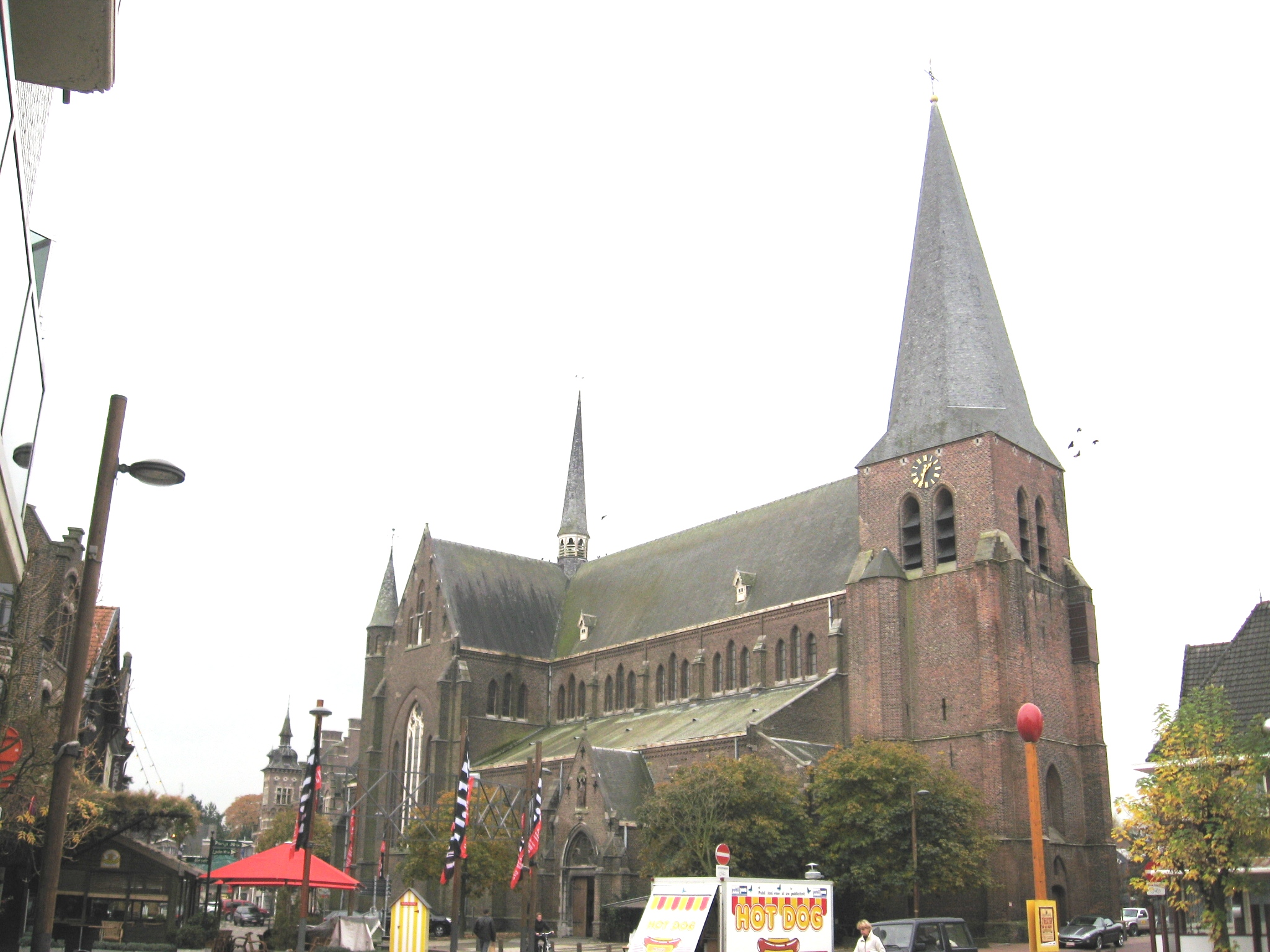
De Sint-Niklaaskerk

- De Sint-Niklaaskerk is een overwegend neogotisch gebouw uit 1898-1900, van de Leuvense architect Lenertz. Er is een klok uit 1508. De gotische toren werd door beschietingen tijdens de Tweede Wereldoorlog in 1944 zwaar beschadigd, doch deze is weer hersteld.
- Het Sint-Hubertuscollege. Deze school, die in 1910 als college voor jongens werd gesticht, was de eerste middelbare school van België met Nederlands als onderwijstaal. In de meeste middelbare scholen van België was het Frans tot aan de Tweede Wereldoorlog de voertaal. Het gebouw met zijn neogotische kapel is geklasseerd als monument.
- Het Gemeentehuis stamt uit 1898. De voorgevel toont een merkwaardige plaquette uit 1927, waarin de erkenning van het koningschap van Kristus over Neerpelt door de gemeenteraad met eenparige stemmen wordt gememoreerd.
- De Verkeerde Lieve Heer, een kruisbeeld uit 1847 in het gebied Plateau-Hageven, waar de gekruisigde Jezus de verkeerde kant op kijkt.
- Borstbeeld van Sooi Willems (Neerpelt, 14 september 1912 - 17 februari 1990), een legeraalmoezenier en oprichter van het Milac.
- Poermenneke, een bronzen beeldengroep en waterval op de Markt, van Lou Boonman. Ze beeldt op humoristische wijze de palingvisserij in de Dommel uit. Geplaatst in 1990.
- Porcocrates, een opvallende postmoderne beeldengroep die de millenniumwisseling symboliseert. De mens (een pop) loopt achter zijn instincten (het varken) aan, het onbekende tegemoet. De kleurige groep, uit brons en polyester, is geplaatst in 2000 en is ontworpen door Caroline Coolen, met een knipoog naar Félicien Rops.

## Natuur
Opvallend is de Dommel, die feitelijk door de kern van Neerpelt stroomt en tevens de grens met Overpelt vormt. Het Dommeldal is tegenwoordig voor een belangrijk deel gelegen in het natuurgebied Plateaux-Hageven dat zich ten noordwesten van de plaats uitstrekt. Ten oosten hiervan is een landbouwgebied, waar ook veel intensieve veehouderij voorkomt, en nog verder naar het oosten beginnen naaldbossen. Ten noorden van Neerpelt ligt het landschappelijk fraaie Kanaal Bocholt-Herentals, waar ook fietspaden langs lopen.
Veel routes van het bekende fietsroutenetwerk lopen door Neerpelt, voor een groot deel langs het Kanaal Bocholt-Herentals. Neerpelt heeft bovendien een erkend natuurreservaat: het Hageven. Dit ligt tegen de Nederlandse grens. De meeste natuurgebieden in Neerpelt liggen in het bosgebied Bosland.

## Cultuur

### Dialect
Het Neerpeltse dialect behoort tot het West-Limburgs. Tussen Neerpelt en Lommel loopt de Uerdinger linie, de isoglosse tussen het Brabants (ik, ook) en het Limburgs (ich, ooch). Typisch Limburgs is ook de meervoudsvorming door middel van Umlaut: boek/bük, stoel/stül (in plaats van boek/boeken, stoel/stoelen) en de oude, Algemeen-Germaanse lange -oe- klank in hoes (huis),moes (muis), en de oude -ie-klank in ies (ijs), kieke (kijken); klanken zoals die vandaag nog in bijvoorbeeld het Deens aanwezig zijn.

### Evenementen
Elk jaar in mei wordt in Neerpelt het Europees Muziekfestival voor de Jeugd georganiseerd, waarbij afwisselend koren en orkesten vanuit Europa en tegenwoordig ook andere landen (zoals Japan en Mexico) samenkomen. Het festival benadrukt de strijd tegen racisme en andere discriminatie.

### Verenigingen
In het Sint-Hubertuscollege is de dansgroep Imago Tijl thuis, een choreografisch ensemble dat uit scholieren van het gymnasium bestaat. Ook te vinden in Neerpelt: het Provinciaal Domein Dommelhof, een cultureel centrum in bosrijke omgeving.

### Media
In Neerpelt is de digitale krant 'Internetgazet' begonnen. Deze krant wordt gebruikt in Neerpelt, Overpelt, Lommel, Hamont-Achel, Hechtel-Eksel, Houthalen-Helchteren, Peer, Heusden-Zolder en Tongeren.

### Mode
In februari 2011 is Raf Simons (zie boven) genomineerd voor een Oscar voor de kleren die hij ontwierp in de film Io Sono L'Amore.

## Economie
Door de afwezigheid van industrie is Neerpelt een typische woongemeente. Ook behoort Neerpelt, samen met Hechtel-Eksel, tot de duurste woongemeentes van Limburg.

## Bekende Neerpeltenaren
- Frans Willems (1912-1990), aalmoezenier
- Lambert Kelchtermans (1929-2021), politicus en burgemeester
- Johan Swinnen (1946), diplomaat
- Fred Janssen (1947-2020), tv-programmamaker, reporter
- Willy Neven (1948-2025), politicus
- Nico Neyens (1951), componist, muziekpedagoog, dirigent en klarinettist
- Lieve Joris (1953), journalist en auteur
- Wim Mertens (1953), componist
- Stijn Coninx (1957), tv- en filmregisseur
- Eric Geboers  (1962-2018), motorcrosser
- Danny Scheepers (1962) dirigent en leerkracht
- Stijn Meuris (1964) muzikant, journalist en regisseur
- Raf Simons (1968), modeontwerper
- Bart Goor (1973), voetballer
- Katrien Palmers (1974), presentatrice
- Bob Maesen (1976), kajakker
- Belle Pérez (1976), zangeres
- Tom Vanchaze (1982), atleet
- Kris Schildermans (1984), langebaanschaatser
- Sofie Van Moll (1984), radio- en televisiepresentatrice
- Jelle Vanendert (1985), wielrenner
- Pieter Timmers (1988), zwemmer
- Martijn Claes (1989), acteur, zanger
- Joke Emmers (1990), actrice
- Hans Vanaken (1997), voetballer